# XP-34 (航空機)
ウェデル・ウィリアムズ XP-34（Wedell-Williams XP-34）は第二次世界大戦前にアメリカ合衆国で計画された軽戦闘機。大富豪ハリー・P・ウィリアムズの未亡人である元女優マーゲリット・クラーク・ウィリアムズによってアメリカ陸軍航空隊に提案された。
ウィリアムズは、当時最も有名なレース飛行機設計者のひとつ、ウェデル・ウィリアムズ・エア・サービス会社（Wedell-Williams Air Service Corporation）のオーナーだった。この飛行機はエア・レーサー、ジミー・ウェデルの発案で、ウェデル社の最も成功した機体であるモデル44、モデル45を発展させたものだった。
アメリカ陸軍航空隊は1935年10月1日、図面の完全なセットを発注し、XP-34と名付けた。しかし、当初予定された700馬力のプラット・アンド・ホイットニーR-1535 ツインワスプエンジンでは、性能がすでに生産されている飛行機に比較して不十分であることがすぐに明らかとなった。ウェデル・ウィリアムズは900馬力のXR-1830にエンジンを代えることを提案したが、陸軍航空隊はもはや興味を示さなかった。結局この計画は実機の製作にかかることなくキャンセルされた。
XP-34の前部胴体は金属製で、後部胴体と動翼面は布張りであった。

## 要目（提案値）
- 乗員： 1
- 全長： 7.2 m （23 ft 6 in）[1]
- 全幅： 8.45 m （27 ft 8.5 in）[1]
- 全高： 3.28 m （10 ft 9 in）[1]
- 全備重量： 4,250 kg
- エンジン： プラット&ホイットニー R-1535 空冷星型エンジン 600馬力 1基
- 最高速度： 460 km/h（高度 3,050 m）